# Terry Marsh (boxe anglaise)
Terry Marsh est un boxeur anglais né le 7 février 1958 à Londres.

## Carrière
Passé professionnel en 1981, il devient champion du monde des poids super-légers IBF le 4 mars 1987 après sa victoire par arrêt de l'arbitre au 10e round contre Joe Manley. Marsh conserve son titre le 1er juillet 1987 face à Akio Kameda puis se retire des rings invaincu en fin d'année.